# Suma térmica
La suma térmica, ST (acrónimo en inglés: GDD) es una herramienta heurística en fenología. GDD se usa en horticultura y en jardinería para predecir la fecha cuando una flor pasará a dar fruto o cuando alcanzará un cultivo la madurez fisiológica.  
En ausencia de condiciones extremas tales como sequías desestacionales o enfermedades, las plantas crecen acumulando etapas fuertemente influidas por la temperatura ambiental. Las sumas térmicas contienen aspectos del tiempo local permitiendo predecir cuándo las plantas avanzarán hacia la madurez. 

## Cálculo de la suma térmica
La suma térmica (ST) se calcula tomando el promedio diario de cada día de las temperaturas máxima y mínima comparada con una base (usualmente 10 °C). Con la ecuación: 
Las ST son típicamente medidas con las mínimas de invierno. Una temperatura por debajo de la base es puesta en la base antes de calcular el promedio. Así, la Tº máxima es usualmente cerrada a 30 °C porque muchas plantas e insectos no crecen más rápido por encima de esa Tº. Sin embargo, algunas plantas de regiones templadas y tropicales siguen requiriendo significativamente en días encima de 30 °C para madurar los frutos o las semillas.
Por ej., un día con una máxima de 23 °C y una mínima de 12 °C contribuiría con 7,5 STs. Otro día con 13 °C y 10 °C = 1,5 STs.

## Desarrollo vegetal
Ejs. selectos de STs (todos en °C base de 10 °C):
- Hamamelis spp. - comienza floración a <1 ST.
- Acer rubrum, Forsythia spp., Acer saccharum - florece con 1 a 27 ST.
- Acer platanoides, Fraxinus americana - florece con 30 a 50 ST.
- Malus spp., Cytisus scoparius - florece con 50 a 80 ST.
- Aesculus hippocastanum), Syringa vulgaris - florece con 80 a 110 ST.
- Prunus maritima - plena fructificación a 80 a 110 ST.
- Robinia pseudoacacia - florece a 140 a 160 ST.
- Catalpa (Catalpa speciosa) - florece a 250 a 330 ST.
- Ligustrum spp., Sambucus canadensis - florece a 330 a 400 ST.
- Lythrum salicaria - florece a 400 a 450 ST.
- Rhus typhina - florece a 450 a 500 ST.
- Buddleja davidii - florece a 550 a 650 ST.
- Maíz - 1360 ST para alcanzar la maduración de cosecha.
- Legumbres secas - 1100 a 1300 ST para maduración dependiendo del cultivar y de las condiciones del suelo.
- Beta vulgaris (remolacha azucarera)- 130 GDD a emergencia y 1400 a 1500 ST a madurez.
- Cebada - 125 a 162 ST para emergencia y 1290 a 1540 ST para la maduración.
- Trigo - 143 a 178 GDD a emergencia y 1550 a 1680 ST para madurez.
- Avena - 1500 a 1750 GDD a maduración.

## Desarrollo deinsectosycontrol de plagas
Las sumas térmicas se usan para fijar el mejor momento del control de pestes, aplicando el tratamiento en el momento en que la peste es más vulnerable.
Hay larvas que comienzan a causar daño económico a 165 ST, otras a 130, y hay de 250 ST.
Muchos apicultores están estudiando la correlación entre ST y el ciclo de vida de la colonia de abejas.

## Base de la ST
10 °C es la más común base para el cálculo de la ST, sin embargo, el óptimo es determinado experimentalmente según el ciclo de vida del vegetal o el insecto en cuestión.  
- 5,5 °C trigo, cebada, centeno, avena, lino, lechuga, espárrago.
- 6 °C gusano del tallo.
- 7 °C gusano de la raíz del maíz.
- 8 °C girasol (maravilla), papa.
- 9 °C alfalfa.
- 10 °C maíz (incluye maíz dulce), sorgo, arroz, soja, tomate, cortadora negra.
- 11 °C trébol.
- 12 °C otros cálculos de cosecha .
- 30 °C zonas calurosas que mide el USDA en ST encima de 30 °C; para muchas plantas de maturación de semillas, e.g. Phragmites requiere al menos algunos días alcanzando esa Tº para madurar semillas viables.

St calculada en Celsius o en Fahrenheit, la conversión apropiada; 5 STC = 9 STF
Véase también:
- Día grado
- en:Heating degree day
- en:Weather derivatives